# 大围山镇
大围山镇为中国湖南省浏阳市下辖镇，先后于1995年与2005年由原大围山乡、东门乡、中岳乡与白沙乡合并设立。大围山镇位于大围山西麓、浏阳市东北部，地处湘赣二省及浏阳、平江、铜鼓和万载四县市交汇处，辖境南与张坊镇接壤，西接达浒镇，北与平江县加义镇、黄金洞乡交界，东南与江西省铜鼓县高桥乡（花山乡）和永宁镇、万载县高村镇毗邻。辖域总面积402.1平方公里，下辖3个社区、15个行政村，总人口2.67万人(2000年人口普查25,197人，其中原大围山镇16,925人，原白沙乡8,272人)。行政机构驻东门市。

## 历史
1950年属浏阳县第三区，1956年属东门乡、三星乡，1958年属大围山公社，1961年改东门公社，1983年置东门乡，1994年建东门镇，1995年原大围山乡、东门镇和中岳乡建大围山镇；2005年撤销白沙乡并入大围山镇。
1997年，原大围山镇（不含白沙乡）下辖东兴社区和田心桥、永幸、花门、下泥坞、笕坑、探花、欧家槽、青兰、陈谷、上泥坞、都佳、鲁家湾、浆坑、石坳、长田、长鳌江、楚东、三无桥、越级、金民、中岳、祥元、金钟桥、同幸、杨家坪、灌源、中塅、下毛田、赵湾29个行政村。原白沙乡（156平方公里），下辖凤山、三溪、围山、安山、黄花洞、杨家田、千秋、荷坪、双坪、长安、上坪、上湖、鄱潭、重庆、廖家塅、狮口、泉丰17行政村。
大围山镇现辖2个社区、15个行政村：
东兴社区、小南京社区、中岳村、鲁家湾村、同幸村、中塅村、金钟桥村、都佳村、三元桥村、楚东村、长鳌江村、田心桥村、永幸村、泥坞村、上坪村、浏河源村和北麓园村。

## 文化旅游资源

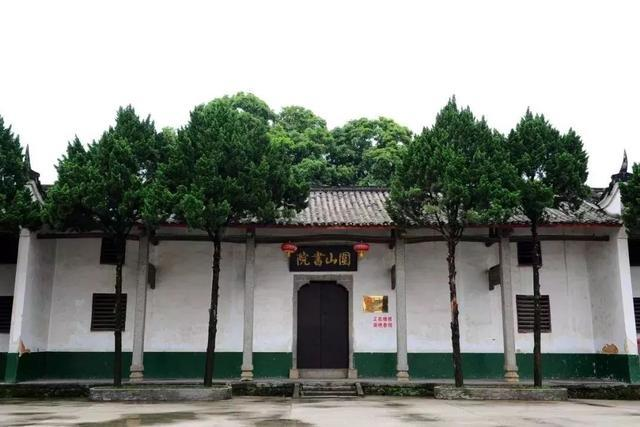
浏阳圍山書院

大围山镇为文化与旅游资源集中的乡镇，为长沙地区居民近郊休闲度假的首选地之一。大围山本地居民以客家人为主，客家文化保存完好。由于地处湘赣二省交汇地，为湘赣主要通道之一，一直以来“小南京”自居，以东门古镇与白沙古镇为代表的古镇设施风貌保存完善，历史悠久。大围山森林公园与峡谷漂流也是旅游休闲极好选择。

## 中国传统村落
2013年8月，楚东村被评为第二批中国传统村落。